# .ne
Pour les articles homonymes, voir NE.
.ne est le domaine de premier niveau national (country code top level domain : ccTLD) réservé au Niger.
Initialement géré par la Sonitel basée à Niamey
, qui a fusionné avec Niger Telecoms en 2016.
En 2007, le « domaine de premier niveau » est tombé en discrédit après qu'un entrepreneur canadien a négocié avec .ne un accord similaire à celui qu'il avait précédemment négocié avec .cm . L'objectif étant de rediriger les visiteurs vers des sites publicitaires qui font une faute de frappe lors de la saisie d'un domaine .net.

## Autres
Sans rapport avec le domaine de premier niveau .ne, « ne  » est parfois utilisé comme domaine de second niveau dans d'autres domaines de code pays, dans lesquels les titulaires peuvent enregistrer des domaines de second niveau de la forme « .ne.xx  », où xx est le ccTLD. Deux exemples sont le Japon (.ne.jp) et la Corée du Sud : les noms de domaine .NE peuvent être enregistrés via certains bureaux d'enregistrement accrédités.
Minecraft a également utilisé ce domaine pour son raccourci avec l'URL redsto.ne.